# Імре Поляк
Імре Поляк (угор. Polyák Imre; 16 квітня 1932, Кечкемет, Угорщина — 15 листопада 2010) — угорський борець класичного (греко-римського) стилю, олімпійський чемпіон Ігор у Токіо (1964).

## Біографія
Виступав за спортивне товариство «Уйпешті Дожа» (Будапешт). Учасник чотирьох Олімпіад (1952, 1956, 1960, 1964). Чемпіон Олімпійських ігор 1964 року у легкій вазі. Срібний призер — 1952, 1956, 1960. Чемпіон світу (1955, 1958, 1962). Срібний призер світових першостей (1961, 1963).
Двічі визнавався Спортсменом року в Угорщині (1958, 1962). На початку 2003 року опинився у десятці найкращих спортсменів-борців, яких першими обрали до Міжнародної зали борцівської слави.